# Sint-Nicolaaskerk (Meijel)
De Sint-Nicolaaskerk is een kerk in het Limburgse dorp Meijel. Hij staat in het oude dorpscentrum ('De Donk'), op dezelfde locatie waar ook de eerdere Meijelse kerken stonden. De kerktoren heeft een hoogte van 79,8 meter en behoort daarmee tot de hogere kerktorens van Nederland.

## Beschrijving
De Sint-Nicolaaskerk is een in speklagen opgetrokken neogotische driebeukige hallenkerk met netgewelven en een hoge toren in vier geledingen met achtzijdige naaldspits.

## Geschiedenis
In de 12e eeuw stond op de plaats van het huidige gebouw reeds een zaalkerk met zadeldak en een toren met drie geledingen en een naaldspits, wat duidelijk maakt dat de kerk georiënteerd is. In 1835 werd een nieuwe grotere kerk gebouwd, maar de 12e-eeuwse toren bleef behouden. Aan het einde van de 19e eeuw was het nieuwe kerkgebouw te klein voor de snel toegenomen bevolking en werd tussen 1901 en 1904 door Hubert van Groenendael en zijn zoon H.F.M. van Groenendael een compleet nieuwe kerk gebouwd. Omdat de kerk op dezelfde plaats als de oude kerk werd gebouwd, werden de diensten in die tijd in een noodkerk gehouden.
Tijdens de Tweede Wereldoorlog werd de kerk op 25 september 1944 door de Duitsers opgeblazen. Tussen september en de bevrijding op 15 november lag Meijel in de frontlinie en lag de kerk regelmatig onder vuur. Op 27 oktober werd de kerk opnieuw opgeblazen, waarbij ze geheel verwoest werd. Tussen 1944 en 1955 werden de kerkdiensten in noodgebouwen gehouden, tot 1947 in het parochiehuis en cafézaal Pluijm en van 1947 tot 1955 in een eenbeukige noodkerk. 
Architect Alphons Boosten ontwierp een nieuw kerkgebouw, met twee torens en een koepel. Nadat Boosten begin 1951 overleed, werden de contacten met zijn architectenbureau verbroken, ook vanwege het feit dat men het een te duur ontwerp vond. Hierna werd contact gezocht met architect Frits Peutz. Hij leverde een bouwtekening aan, daterend van 1950, die eerder bestemd was voor de Heilige Geestkerk in Roermond, maar daar werd afgekeurd. In Meijel kreeg het ontwerp wel goedkeuring en op 21 maart 1954 werd met de bouw van het huidige kerkgebouw begonnen. De officiële ingebruikneming van de Sint-Nicolaaskerk vond plaats op 9 april 1955. In 1968 werd het gebouw een rijksmonument.